# Nawiedzenie (opowiadanie)
Nawiedzenie – opowiadanie Brunona Schulza. Utwór wchodzi w skład zbioru Sklepy cynamonowe, opublikowanego w 1934 r. nakładem Wydawnictwa "Rój".

## Zarys treści
Nawiedzenie jest drugim utworem w zbiorze Sklepy cynamonowe. To krótkie opowiadanie składa się z dwóch części.
Część I zaczyna się od opisu kamienicy, w której mieszka rodzina głównego bohatera; część pomieszczeń na dole wynajmują subiekci zatrudnieni w sklepie. Główną postacią tej części oraz całego opowiadania jest ojciec, kupiec, który wskutek choroby coraz mniej czasu poświęca na prowadzenie rodzinnego interesu. Kolejne fragmenty są opisem przedziwnego, fantastycznego dialogu ojca z Bogiem. Jakub stosuje zaklęcia, lamenty i groźby; jego na poły dramatyczne, na poły groteskowe zmagania kończą się w sposób nieoczekiwany: W świetle błyskawicy ujrzałem ojca mego w rozwianej bieliźnie, jak ze straszliwym przekleństwem wylewał potężnym chlustem w okno zawartość nocnika w noc, szumiącą, jak muszla.
Część II rozpoczyna się fragmentem: Mój ojciec powoli zanikał, wiądł w oczach. Po okresie buntu wobec Stwórcy przyszedł czas uciszenia, ukojenia wewnętrznego, błogiej pogody ducha. Ojciec przestał zajmować się księgami rachunkowymi, jego zachowania stawały się coraz bardziej ekscentryczne: naśladował ptaki, zaszywał się w najciemniejszych zakamarkach domu, spędzając całe dnie wśród zakurzonych rupieci. Oddalał się od rodziny, znikał na całe dni i tygodnie, z czasem reszta rodziny przyzwyczaiła się do jego nieobecności: Przestaliśmy po prostu brać go w rachubę, tak bardzo oddalił się od wszystkiego, co ludzkie i co rzeczywiste.

## Związki prozy z biografią
Obie części opowiadania łączy postać głównego bohatera i jednocześnie narratora. Czasem zdarzeń jest wczesna zima, miejscem: małe prowincjonalne miasteczko, w którym doszukiwać się można współczesnego Schulzowi Drohobycza.
Mieszkaliśmy w rynku, w jednym z tych ciemnych domów o pustych i ślepych fasadach, które tak trudno od siebie odróżnić. − ten i inne fragmenty, związane na przykład z prowadzeniem sklepu albo pogłębiającą się chorobą ojca, odsyłają czytelników do biografii pisarza. Schulz istotnie wychował się w kamienicy przy drohobyckim rynku, jego rodzina prowadziła sklep z tekstyliami, choroba uniemożliwiała ojcu prowadzenie interesu, wreszcie w jej wyniku Jakub Schulz zmarł.
Związki opowiadań Brunona Schulza z jego życiorysem są więc liczne, ale twórczość ta nie ma charakteru autobiograficznego. Opisywane zdarzenia, w warstwie dosłownej, fabularnej, najczęściej banalne, są punktem wyjścia dla wykreowania nowego, oryginalnego świata. Schulz wraca w nim do dzieciństwa, bezpiecznej krainy, wyidealizowanego czasu pierwszych zachwytów nad odkrywanym światem. Dzięki potędze wyobraźni i ogromnym możliwościom kreacyjnym, biografia jest przetwarzana w mit. Zwyczajne zdarzenia nabierają cech niezwykłości układając się w uniwersalną całość. Pisarz nazywał swoją metodę twórczą "mityzacją rzeczywistości".

## Język
Język odgrywa niezwykle ważną rolę w kształtowaniu świata przedstawionego w prozie Brunona Schulza. Ma on charakter poetycki, co ujawnia się w nagromadzeniu środków stylistycznych typowych dla liryki − głównie metafor i porównań. Oba te środki nakładają się czasem na siebie, kreując niezwykłe, oryginalne obrazy. Charakterystyczne dla twórczości Schulza jest stosowanie wyszukanych w formie, rozbudowanych opisów, pełnych zaskakujących skojarzeń. Zdarzenia są zawieszone na pograniczu jawy i snu. Ich uczestnikami są nie tylko ludzie, ale i materia nieożywiona, która zaczyna "żyć własnym życiem". Tak się dzieje np. w scenie nocy w pokoju ojca:

Czuł, nie patrząc, że przestrzeń obrasta go pulsującą gęstwiną tapet, pełną szeptów, syków i seplenień. Słyszał, nie patrząc, tę zmowę pełną porozumiewawczych mrugnięć perskich oczu, rozwijających się wśród kwiatów małżowin usznych, które słuchały, i ciemnych ust, które się uśmiechały.
Wówczas pogrążał się pozornie jeszcze bardziej w pracę, liczył i sumował, bojąc się zdradzić ten gniew, który w nim wzbierał, i walcząc z pokusą, żeby z nagłym krzykiem nie rzucić się na oślep za siebie i nie pochwycić pełnych garści tych kędzierzawych arabesek, tych pęków oczu i uszu, które noc wyroiła ze siebie i które rosły i zwielokrotniały się, wymajaczając coraz nowe pędy i odnogi z macierzystego pępka ciemności. I uspokajał się, dopiero gdy z odpływem nocy tapety więdły, zwijały się, gubiły liście i kwiaty i przerzedzały się jesiennie, przepuszczając dalekie świtanie.